# Koń aztecki

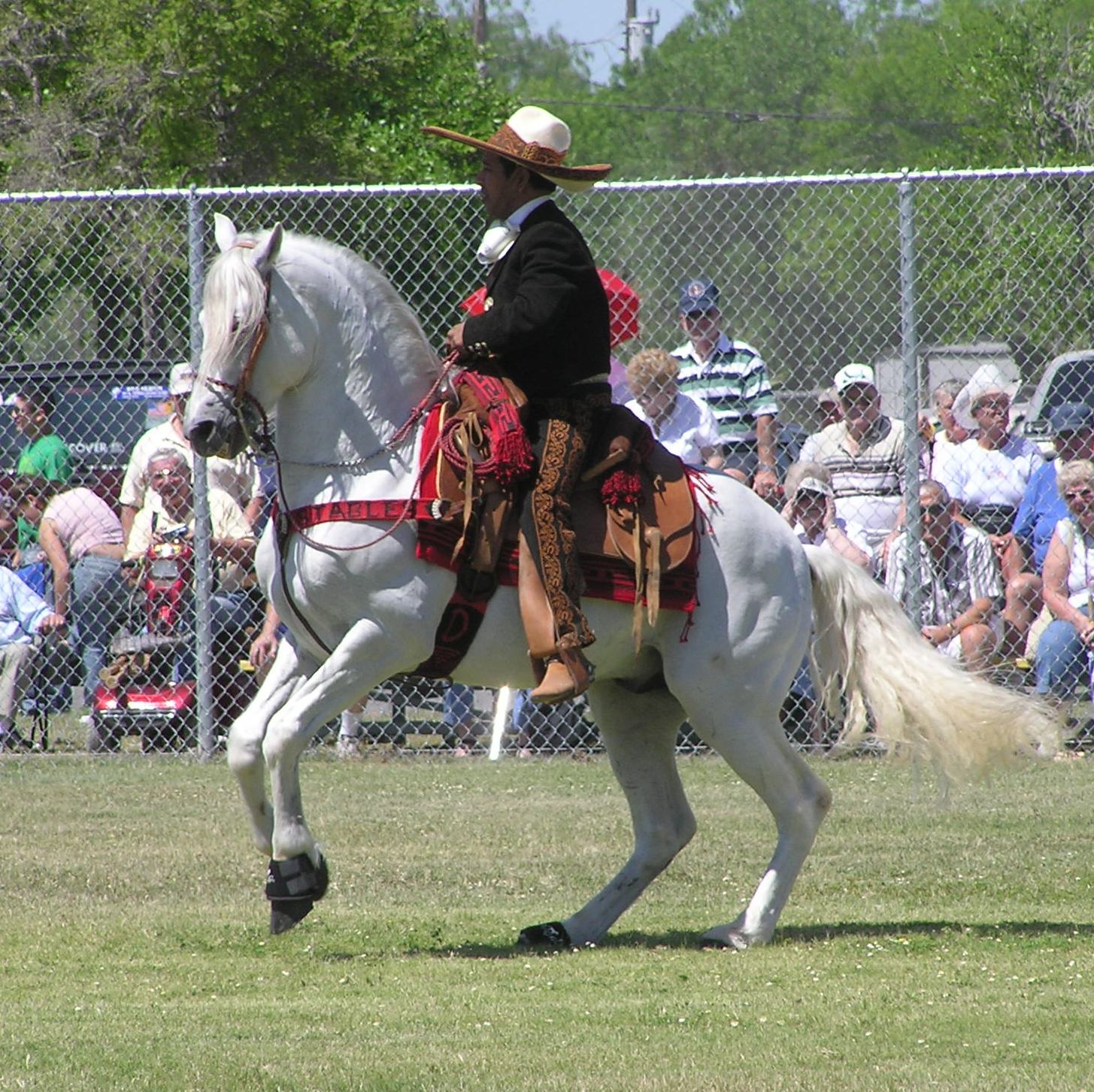
Siwy koń aztecki

Koń aztecki – rasa konia domowego wyhodowana w Meksyku.

## Historia
Konie azteckie powstały na bazie ras: andaluzyjskiej, Quarter Horse
i Criollo. Rasę wyhodowano w 1972 r. jako konia dla Charros, tradycyjnych meksykańskich jeźdźców. Don Antonio Ariza, wraz z innymi hodowcami, odegrał kluczową rolę w utworzeniu rasy i oficjalnym uznaniu jej przez meksykańskie Ministerstwo Rolnictwa w dniu 4 listopada 1982 r. Antonio Ariza używał importowanych koni andaluzyjskich i krzyżował je z Quarter Horse i Criollo, a następnie zaczął hodować uzyskane w ten sposób mieszańce na swoim ranczo San Antonio w pobliżu Texcoco w Meksyku.
Początkowo pokrój rasy nie był jednolity, hodowcy dostrzegli potrzebę ujednolicenia pogłowia przez standaryzację programu hodowlanego.
Centrum Badań nad Rasą Aztecką powstało nad jeziorem Texcoco i we współpracy z hodowcami opracowano dzisiejszy fenotyp rasy. Oficjalnie, pierwszym koniem azteckim był urodzony w tym centrum ogier Casarejo (czyt. Kasareho), który był krzyżówką andaluzyjskiego ogiera imieniem Ocultado i klaczy Quarter Horse nazywającej się Americana.
Meksykański Związek Hodowców Koni Azteckich (hisz. Associación Mexicana de Criadores de Caballos de Raza Azteca), prowadzi rejestr do księgi stadnej, w której począwszy od 2005 r. zarejestrowano od 10 do 15 tys. koni, a corocznie wpisywanych jest kolejny tysiąc.

## Pokrój
Wzrost i waga

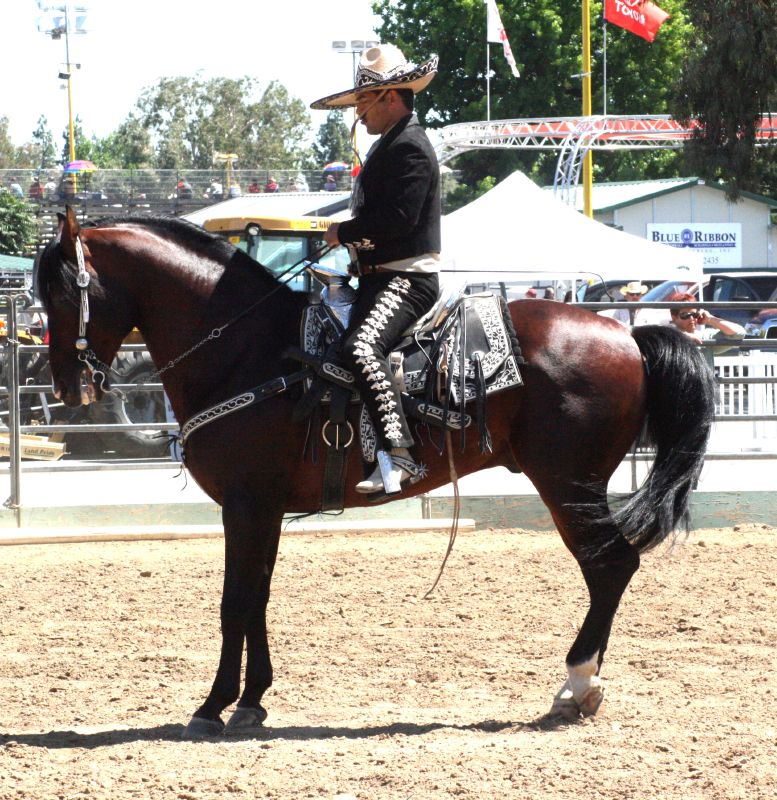
Tradycyjny meksykański jeździec Charros dosiadający gniadego wałacha azteckiego

- Jako trzylatki ogiery i wałachy powinny mierzyć minimum między 152 − 165 cm w kłębie, klacze 150 − 162. Waga powinna wynosić pomiędzy 450 a 540 kg.

Budowa
- Głowa – sucha, elegancka, o prostym lub garbonosym profilu, oczy o inteligentnym wyrazie, małe ostro zakończone uszy.
- Szyja – muskularna, lekko wysklepiona.
- Kłoda  – klatka piersiowa jest głęboka i szeroka, łopatka długa i skośna, kłąb jest krótki, grzbiet długi.
- Nogi – mocne o prawidłowych proporcjach.
- Ogon – długi, obficie owłosiony, nisko osadzony.

Umaszczenie
- Wszystkie maści podstawowe i rozjaśnione, maści złożone i mieszane nie są akceptowane.

Charakter
- Koń o zrównoważonym charakterze i dobrym temperamencie, chętny do współpracy, inteligentny.

## Użytkowanie
Konie użytkowane głównie do: zaganiania bydła, walk byków, westernowo (reining, cutting, team penning i roping), ujeżdżeniowo, rekreacyjnie i do polo.

## Ciekawostka
Przepisy regulujące wpisy tych koni do ksiąg stadnych przewidują od 3/8 do 5/8 udziału krwi koni ras Quarter Horse lub andaluzyjskiej i maksymalnie 1/4 krwi koni Criollo.